# مالانکییا
مالانکییا (به اسپانیایی: Malanquilla) یک دهستان در اسپانیا است که در استان ساراگوسا واقع شده‌است. مالانکییا ۳۶ کیلومتر مربع مساحت و ۱۳۲ نفر جمعیت دارد.